# Hervé de Luze
Hervé de Luze, född 1949, är en fransk filmklippare. Han nominerades till en Oscar för bästa klippning för The Pianist och vann Césarpriset för bästa klippning för tre filmer: On connaît la chanson, Berätta inte för någon, och The Ghost Writer.

## Filmografi (i urval)
- 1982 – Deux heures moins le quart avant Jésus-Christ
- 1997 – On connaît la chanson
- 2002 – The Pianist
- 2006 – Berätta inte för någon
- 2010 – The Ghost Writer